# Дамме (Бельгія)
Дамм (нід. Damme) — місто та муніципалітет в бельгійській провінції Західна Фландрія. Розташоване за шість кілометрів на північний схід від Брюгге. Муніципалітет включає саме місто Дамме та села Хоке, Лапшер, Моркерке, Осткерке, Сійселе, Вівенкапелле і Сінт-Ріта. На 1 січня 2006 року в муніципалітеті проживало 10 899 осіб. Загальна площа 89,52 км 2.

## Історія
У 13 столітті Дамме був одним із головних портів Європи та виходом до моря для великого торговельного міста Брюгге, з яким його сполучала річка Реє. Річка тепер перетворена в довгий, прямий, обсаджений деревами та мальовничий канал Дамме, яка продовжується через нідерландський кордон до Сльойса. Лінія зіркоподібних укріплень міста ще простежується рядами високих тополь, місцями ровом. Це було місцем битви при Дамміе, яка відбулася 30 і 31 травня 1213 року, коли англійський флот під командуванням графа Солсбері захопив десятки французьких кораблів і їхній вантаж золота, срібла, вина, бекону та інших харчових продуктів. 
Серед відомих мешканців Дамме є Якоб ван Марлант, середньовічний поет і міський клерк Дамме приблизно до 1300 року, а також Карел Верлеє, співзасновник Брюггеського коледжу Європи, який помер у Дамме в 2002 році.

## Туризм
Сьогодні Дамме є популярним місцем подорожі для туристів, які відвідують Брюгге, а також популярним місцем, де можна пообідати, а також місцем для прогулянок на човні. Дамме став відомим як книжкове місто з численними книжковими магазинами та регулярними книжковими ярмарками.
Найпопулярніші способи подорожі до Дамме — це човни по каналу, які курсують у високий літній сезон, або цілий рік на автобусі чи велосипеді. Велосипедний маршрут пролягає вздовж каналу тим самим маршрутом, що й катер.

## Карти

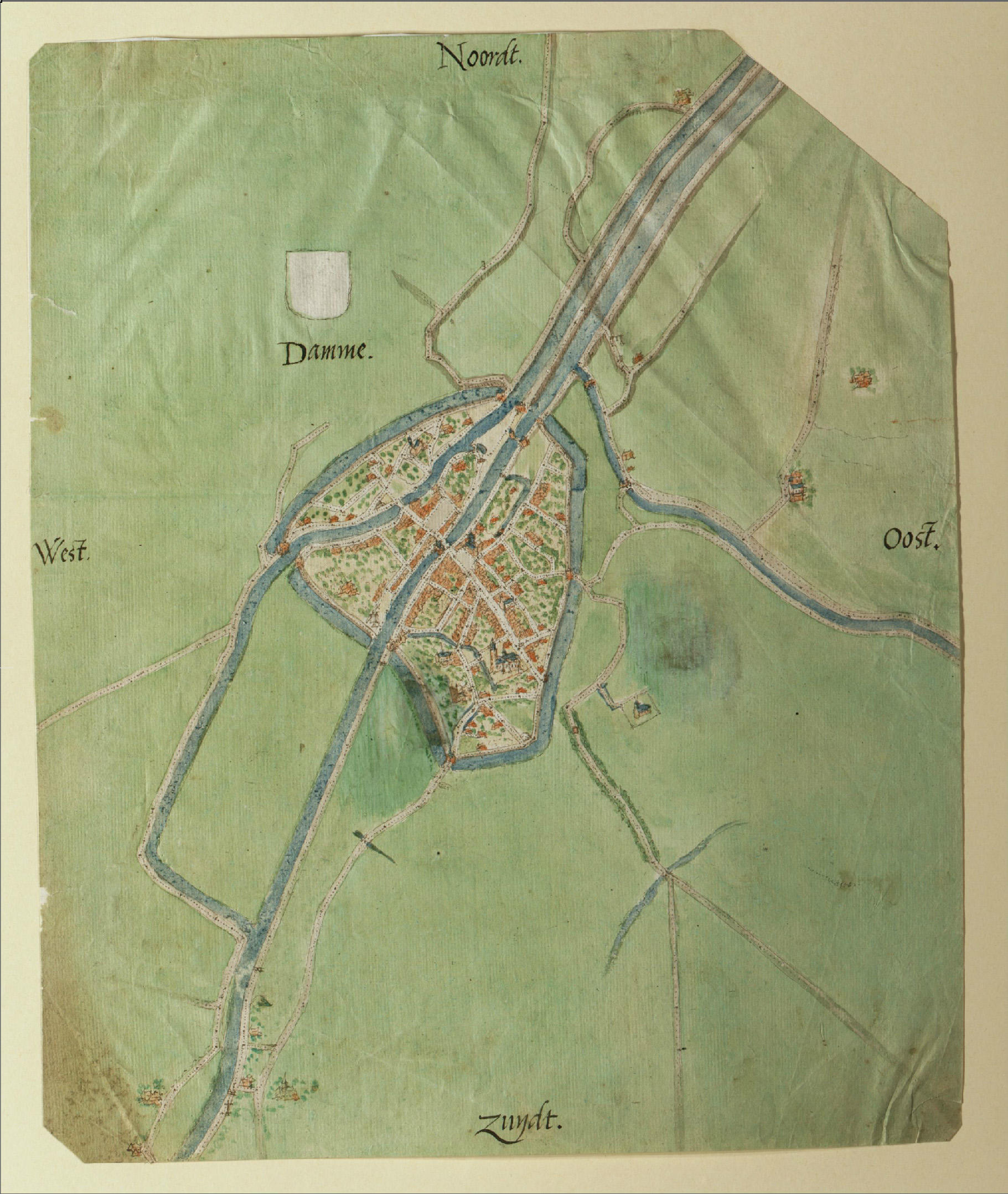
Дамме на карті Девентера (близько 1558 р.)
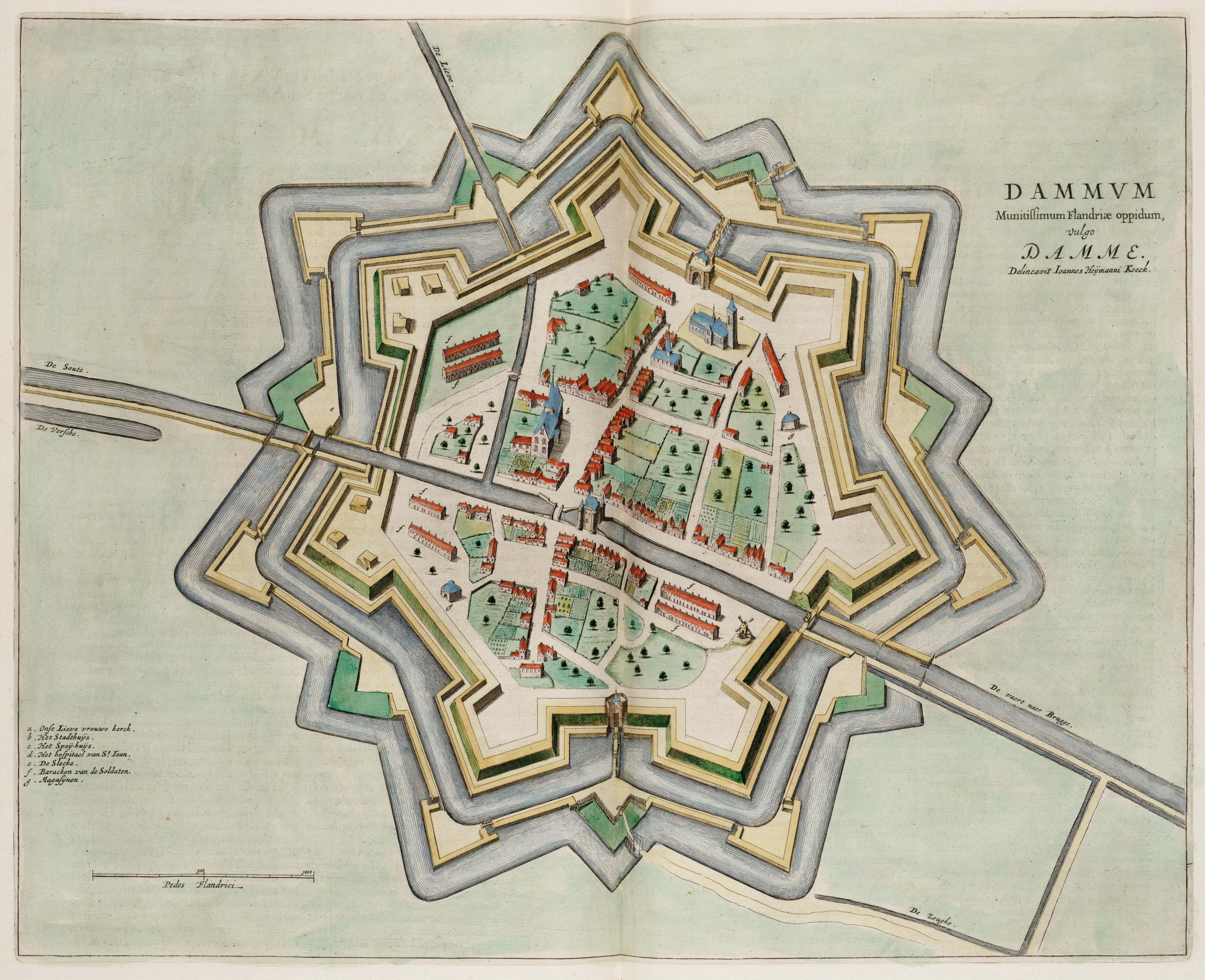
Дамм на Атласі ван Луна (близько 1649)
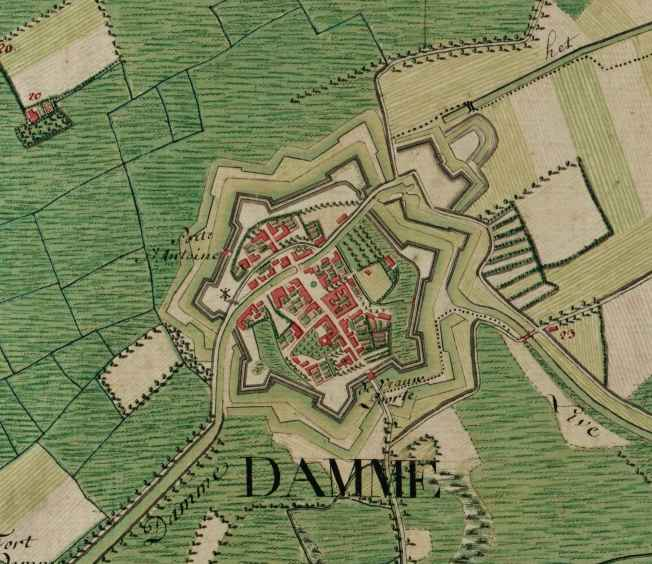
Дамме на карті Ферраріса (близько 1775 р.)